# وانگ جینگچون
وانگ جینگچون (انگلیسی: Wang Jingchun؛ زادهٔ ۱۲ فوریهٔ ۱۹۷۳) هنرپیشه اهل چین است. وی در سال ۲۰۱۹ خرس نقره‌ای برای بهترین بازیگر مرد شده‌است.